# Alexander Rondón
Alexander Rondón Heredia, mais conhecido como Rondón (Cumaná, 30 de Agosto de 1977) é um futebolista venezuelano. Atualmente, joga pelo Aragua Fútbol Club.

## Carreira
Rondón iniciou sua carreira no modesto Nueva Cádiz em 1997, e jogou no Atlético Zulia antes de chegar ao tradicional Caracas FC no qual foi campeão do Campeonato Venezuelano em 2000.
Em 2002 chegou ao Deportivo Táchira, no qual foi um dos principais jogadores desse clube, jogando por diversas temporadas.

### São Paulo
Em 2004 Rondón foi emprestado ao São Paulo FC do Brasil, no qual chegou com a responsabilidade de substituir Luís Fabiano. À época de sua contratação, Rondón foi elogiado pelo auxiliar técnico Milton Cruz e pelos zagueiros Rodrigo e Fabão, que enfrentaram-no na Copa Libertadores daquele ano. O então vice-presidente de futebol do clube Juvenal Juvêncio chegou a proferir as seguintes palavras sobre o atleta: "O Milton acompanhou alguns jogos dele. É um excelente atleta."Porém, Rondón não conseguiu ir bem no Tricolor Paulista, jogando apenas 11 partidas pelo clube e não anotando sequer um único gol.

### Retorno a Venezuela
Retornou ao Táchira no ano seguinte, no qual permaneceu como um dos maiores destaques do clube, mas em 2007 se transferiu para o Deportivo Anzoátegui Sport Club, aonde foi pela primeira vez artilheiro do Campeonato Venezuelano com 19 gols. Após três temporadas, se transferiu para o Deportivo Lara, mas não conseguiu se destacar. Em 2011 foi para o modesto Aragua FC, onde voltou a fazer gols.

## Seleção
Rondón recebeu sua primeira convocação para a Seleção Venezuelana em 1999. Disputou com a seleção as edições da Copa América de 1999, 2001 e 2004. Após um período sem ser convocado, o atacante retornou a seleção em 2008, fazendo gols. Mas hoje já não é mais convocado, e despediu-se da seleção com apenas 5 gols.